# San Diego Cuentla
San Diego Cuentla, även Llano Grande, är en ort i kommunen San Simón de Guerrero i delstaten Mexiko i Mexiko. Samhället hade 788 invånare vid folkräkningen 2020.